# 試紙

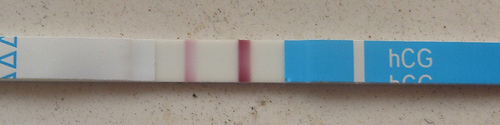
妊娠試驗試紙呈陽性結果

試紙是一類帶有化學試劑的紙製品。通過一定的現象（如顏色變化等）可判斷檢驗目標是否處於某種狀況。
常見的試紙有
- pH試紙
- 石蕊試紙
- 醋酸鉛試紙
- 澱粉碘化鉀試紙
- 驗孕試紙
- 無水氯化亞鈷試紙